# 猪场信息化管理
猪场信息化管理指在养猪生产过程中，使用信息化技术对猪场进行管理。而狭义的猪场信息化管理通常指使用猪场管理软件对猪场进行管理。

## 电子耳标技术的使用
在很多情况下，电子耳标往往特指RFID标签。在中国农业部所推广的动物标识及疫病可追溯体系中，电子耳标也指使用二维码表示的动物耳标。

## 猪场管理软件的使用
在集约化养殖生产过程中，使用猪场管理软件可以方便猪场管理者对动物配种、分娩、断奶、免疫、疾病治疗、消毒等工作进行管理。